# جيفري جونسون (ممثل)
جيفري جونسون (بالإنجليزية: Jeffrey Johnson)‏ هو ممثل أمريكي، ولد في 28 يناير 1970 في الولايات المتحدة.

## أعمال

### أفلام
- (2015) تيرميناتور جنسايس[1][2][3][4]

## وصلات خارجية
- جيفري جونسون على موقع IMDb (الإنجليزية)
- جيفري جونسون على موقع قاعدة بيانات الفيلم (الإنجليزية)